# Русаки (Козловщинский сельсовет, Дятловский район)
Русаки́ (бел. Русакі) — деревня в Козловщинском сельсовете Дятловского района Гродненской области Белоруссии. Согласно переписи населения 2009 года в Русаках проживало 16 человек. Площадь сельского населённого пункта составляет 14,53 га, протяжённость границ — 3,3 км.

## Этимология
Название деревни образовано от этнонимов «русский», «русин».

## География
Русаки расположены в 21 км к юго-западу от Дятлово, 155 км от Гродно, 29 км от железнодорожной станции Слоним.

## История
В 1880 году Русаки — деревня в Козловской волости Слонимского уезда Гродненской губернии (118 жителей). По переписи населения 1897 года в Русаках насчитывалось 24 дома, проживало 178 человек. В 1905 году численность населения деревни составила 179 жителей.
В 1921—1939 годах Русаки находились в составе межвоенной Польской Республики. В этот период деревня относилась к сельской гмине Козловщина Слонимского повята Новогрудского воеводства. В 1923 году в Русаках имелось 25 домов, проживало 156 человек. В сентябре 1939 года Русаки вошли в состав БССР.
В 1996 году Русаки входили в состав Денисовского сельсовета и колхоза «Слава труду». В деревне насчитывалось 20 хозяйств, проживало 43 человека.
30 декабря 2003 года Русаки были переданы из упразднённого Денисовского сельсовета в Козловщинский поселковый совет.
26 декабря 2013 года деревня вместе с другими населёнными пунктами, ранее входившими в состав Козловщинского поссовета, была включена в новообразованный Козловщинский сельсовет.